# Rana graeca
Rana graeca é uma espécie de anfíbio da família Ranidae.
Pode ser encontrada nos seguintes países: Albânia, Bósnia e Herzegovina, Bulgária, Grécia, República da Macedónia, Montenegro, Sérvia e possivelmente na Turquia.
Os seus habitats naturais são: florestas temperadas, campos de gramíneas de clima temperado, rios, rios intermitentes, nascentes de água doce e pastagens.
Está ameaçada por perda de habitat.